# 上奧謝列多克島
上奧謝列多克島是俄羅斯的島嶼，由阿斯特拉罕州負責管轄，位於裡海，長22公里、寬11公里，該島與大陸之間以一道最窄處僅300米的水道相隔。
45°53′N 48°42′E / 45.883°N 48.700°E